# ベーシックインカム

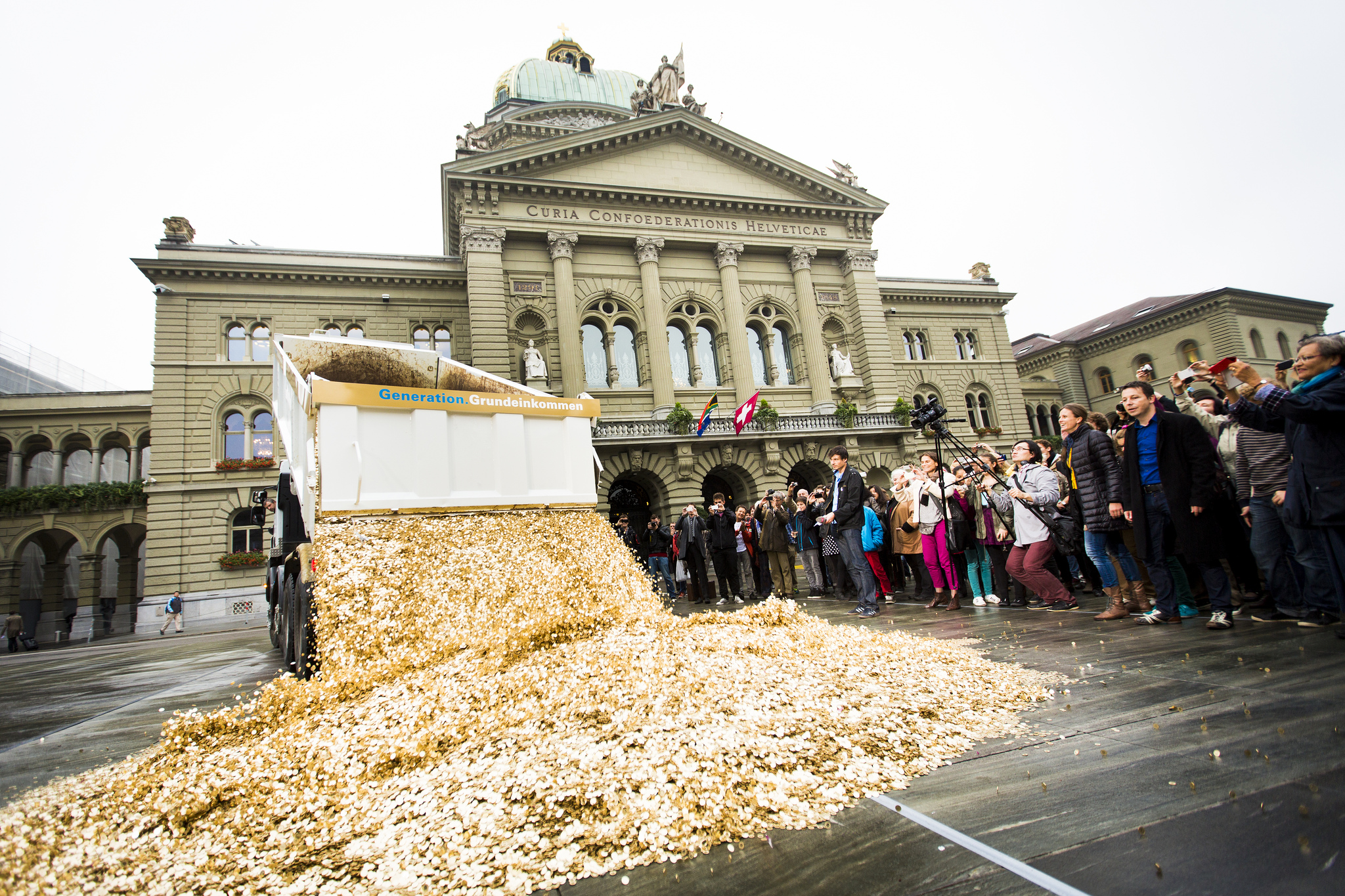
2013年には、2016年のスイスのベーシックインカムに関する国民投票（77%対23%で否決）を支援するために、ベルンの連邦広場に5サンチーム硬貨800万枚（住民1人当たり1枚）が投棄された。

ベーシックインカム（英: Basic Income, BI, Universal Basic Income, UBI）は、最低限所得保障の一種で、政府が全国民に対して、決められた額を定期的に預金口座に支給するという政策。
また、基本所得制（きほんしょとくせい）、基礎所得保障、基本所得保障、最低生活保障、国民配当 や、頭文字をとってBIやUBIなどともいう。世界中で限定的なパイロットプログラムも始まっている。公的社会保障担当機関における人件費・管理運営費に余計にコストが掛かっていることに着目し、国民全員均一同額配布にすることで現行の審査と管理におけるコスト・負担を無くせる制度。現状のワーキングプア層と少子化対策にもなるように世帯における人数が増えるほど受給金額が増えるために多子世帯・少子化懸念者から賛成があり、支給金額をいくらにするかが議論になっている。

## 概説
国民の生存権を公平に支援するため、国民一人一人に無条件かつ定額で現金を給付するという政策構想。包括的な現物給付の場合は配給制度であり、国民全員に無償かつ定期的に現金を給付するため社会主義的・共産主義と批判されることがあるが、ベーシックインカムは自由主義・資本主義経済で行うことを前提にしている場合が多い。ベーシックインカムの根底には、無知や怠惰といった社会悪の除去という目的がある。ダニエル・ラヴェントスは、その目的のために法律化されるベーシックインカムは、世帯にではなく個人に対して支給されること、他の収入源から所得は考慮しないこと、仕事の成果や就労意欲の有無は問わないこと、という三つの原則に従わなければならないと主張している。
新自由主義者からの積極的BI推進論には、ベーシック・インカムを導入するかわりに、生活保護・最低賃金・社会保障制度を消滅させ、福祉政策や労働法制を「廃止」しようという意図が根底に流れている。
一方で、この考え方・思想に対しては古代ローマにおけるパンとサーカスの連想から「国民精神の堕落」など倫理的な側面から批判されることがある。所得給付の額次第では給付総額は膨大なものになり、財源問題あるいは国庫収入と給付のアンバランスが論じられたり、税の不公平や企業の国際競争力の観点が論じられることもある。

## 思想史
賃金補助制度の歴史は、1597年のイギリスにおける救貧法にさかのぼる。人々から救貧税を徴収し、文字通り貧民を救済する制度である。1601年にはエリザベス救貧法が制定され、救貧は地方ごとに行うのではなく、国家単位で行われることになる。
1795年 - 1834年にはスピーナムランド制度が実施された。この制度は、一定基準以下の賃金労働者に、救貧税として徴収した額の中から生活補助金を支出するというものである。この制度の背景には、ナポレオン戦争と凶作によって農民の窮乏が深刻となったという事情があり、補助金の額は食料品（パン）の価格と家族の人数によって算定された。この制度は人道主義的な政策ではあったが、労働意欲を低下させ、救貧税負担を増大させ、また労働者の賃金下落を引き起こす結果となり、やがて廃止となった。
やがてBIの構想が18世紀末に出現した。BIの最初の提唱者は以下に挙げるトマス・ペインとトマス・スペンスの2人だと考えられる。
トマス・ペイン（1737-1809）は、イングランドの哲学者である。彼は1796年の著書『土地配分の正義』において、人間が21歳時に15ポンドを成人として生きていく元手として国から給付(ベーシック・キャピタル）、50歳以降の人々に対しては年金として年10ポンド給付するという案を発表した。その案では、土地を持つ人間に地代として相続税を課し、財源を賄うとされた。BIに類似しているものとしては、世界最古の案と言えるだろう。彼の次に出てきたBIの提唱者は、トマス・スペンス（en:Thomas Spence）（1750-1814）で、イングランドの哲学者である。彼は1797年の著書『幼児の権利』において地域共同体ごとに、地代（税金）を集め、公務員の給料などの必要経費を差し引いた後の剰余を年4回老若男女に平等に分配するという案を発表した。これは、純粋なBIとしては世界最古の案と言える。
彼ら二人が出現した後、19世紀にも断続的にBI構想が生じた。1848年に、ベルギーの思想家ジョセフ・シャルリエ（en:Joseph Charlier）が、自著『自然法に基づき理性の説明によって先導される、社会問題の解決または人道主義的政体』において、地代を社会化・共有化しそれを財源するBIを構想した。また同年、J・S・ミルが自著『経済学原理』の中で、労働のできる人にもできない人にも、ともに一定の最小限度の生活資糧を割り当てるという案を示した。
シャルリエやミルがBIを主張した40年後の1888年には、米国の作家であり社会主義者のエドワード・ベラミーが、自著『顧みれば』の中でベーシックインカムに近いシステムを描いた。その内容は伊藤(2011)によると、以下のようだったとされる。“私企業に代わり、国家があらゆる財の唯一の生産者となった未来（2000年）のユートピア社会のあり方として、毎年、国民の生産のうちの各人の分け前に相当するクレジットが公の帳簿に記入されるとともに、各人にそれに対応するクレジット・カードが発行され、それによって共同体社会の公営倉庫からなんでもほしいものを、いつでもほしいときに買うことができる様子を描いていた。”この中には引用部分の冒頭にあるように、社会主義的な発想も含まれているため、自由競争を否定しない制度であるBIと必ずしも一致しない側面もあるが、それぞれの人に富を分配するという点ではBIと共通する。また、その分配の方法として現金ではなく「クレジット・カード」を発想したことは極めて斬新であり、この発想はBIの実施方法を考えるうえで、現金給付特有の問題を排除したい場合 などに有用であると考えられる。
やがて20世紀になるとBI構想を考える研究者が多く出現した。一般的な知名度は高くないが、BI構想の歴史を語るうえで欠かせないのがC・H・ダグラス（en:C. H. Douglas）（1879-1952）である。彼は、自らの著書で社会信用論というシステムを発表し、月5ポンド の国民配当を提唱した。その財源は貨幣発行益である。当初、これに対して正統派の経済学者であるケインズは否定的であったが、のちに肯定的な立場をとっている。
また、W・ベヴァリッジ（1879-1963）は『ベヴァリッジ報告』（1942年）で社会保険を中心としつつ、補足的なものとして公的扶助をおくモデルを提唱した。このモデルは、「稼得能力の喪失ないし稼得能力の不足に陥った時に所得を保障することによって、貧困を防止する」という彼の考えに基づいている。また、彼はケインズと共にケインズ＝ベヴァリッジ型福祉国家を提唱した。ケインズとベヴァリッジは、BIと直接の深い関係はないが、社会保障の歴史を語るうえで欠かすことのできない二人であるので、ここに記した。
20世紀半ばにBIについて具体的な数値を用いて提唱したのが、イギリスの女性作家で経済学者のジュリエット・リズ＝ウィリアムズ（1898-1964）である。彼女は『新しい社会契約』（1943年）で社会配当(basic allowance)と呼ばれるBIに極めて近いものを提唱した。給付額は、週1ポンドかつ扶養する子供一人当たりに週0.5ポンドとした。財源を税とし、ミーンズテストを行わない点でBIと類似するが、就労の意思が無く、かつ家事労働に従事していない人を給付対象外とした点ではBIと異なる。財源として比例所得税を主張した点と労働インセンティブを高めるべきという主張が、のちのフリードマンらが唱えた負の所得税という構想に影響を与えた。続いてジェイムズ・E・ミード（1907-1995）は、社会保障のシステムにおいて、ベヴァリッジが提唱した社会保険方式ではなく税方式を提唱した。そして社会配当という呼称でBIを提唱した。彼はBIにより有効需要を創出かつ労働需要を減少させ、社会保障・経済・完全雇用のサイクルを循環させるという考えを持った。また、経済学者のミルトン・フリードマン（1912-2006）は、1962年に『資本主義と自由（Capitalism and Freedom）』の中で、負の所得税を提唱した。先述のように、リズ＝ウィリアムズの影響を受けたとされる。1986年には、BIEN（現・ベーシックインカム地球ネットワーク）が設立されベルギーの哲学者フィリップ・ヴァン・パレースがメンバーとなっている。

## 利点
ベーシックインカムは、年金・雇用保険・生活保護などの社会保障制度、公共事業を縮小・統廃合することにより、公平かつシンプルで「小さな政府」を実現するのに役立つといわれている。
また、最低限の生活を保障するほど、市民は労働から解放され、企業も雇用調整を簡単に行うことができるようになり、雇用の流動性が向上し、富の格差は解消し、社会不安はなくなり、新産業創出などの効果があるという意見がある。

### 勤労貧困対策・勤労意欲の維持
ベーシックインカムの最終的な目標は、一定の所得を無条件で保障することで、すべての国民が最低限以上の生活を送れるようにすることである。ワーキングプア問題への処方箋として期待する向きもある。ワーキングプアは、自己の年収が200万円を下回る貧困層の立場に置かれているものの、辛うじて生活保護を要するほど困窮した立場にはないとして、従来の社会保障制度では救済されない。ベーシックインカムを導入すれば、ワーキングプアにも社会保障を受ける機会を提供できるとされる。また現行の勤労意欲を減退させていて、脱却率が著しく低い生活保護に至る前に人々を救う「防貧」の効果がある。現行の生活保護や雇用調整助成金では働かない状態を維持するため受給の条件に下方修正している人がいる、負の動機付けや、交渉や制度の利用の得手、不得手から、適切な可否判断が難しい現行制度を是正出来るとの指摘がある。

### 少子化対策
ベーシックインカムは負の所得税と異なり、世帯ではなく個人を単位として給付される。子供を増やすことは世帯所得増加に繋がるため、子供を産むインセンティブとなるために少子化対策となりうるという考えがある。

### 家賃の低い地方の活性化
ベーシックインカムの給付額は生活に必要な最低限といわれることが多い。全国一律であると仮定した場合、家賃の安い地方に生活するインセンティブになるという意見がある。

### 社会保障制度の簡素化
現在ある複数の年金制度、ハンディキャップを負った人のための保障など種々の社会保障制度のうち、失業保険、生活保護、および基礎的な年金などベーシックインカムで代替できるものは一本化し、他を補助的に導入することで簡素化されることで事務コスト・負担が無くなる。一元化されることにより、問題になっている生活保護の不正受給問題が解決できる。

### 行政コストの削減
社会保障制度を簡素化できれば、それらの運用コストは簡素化に応じて削減される。これはベーシックインカムの導入目的の一つでもある。さらにベーシックインカム実現への課題の一つである財源問題は、現行の社会保障政策を全廃しベーシックインカムに一本化を行えば、財源となる予算の付け替えだけで済むため、同時に解決可能との意見もある。

### 余暇の充実
ベーシックインカムにおいて、労働は、最低限度の生活を起始点として、必要な分だけ賃金を得る方式であるという考えがある。この前提では仕事と余暇の割り当てを自由に行えるという点から、多様な生き方を認めるという思想とも取れるという意見がある。景気刺激策という観点では、余暇を楽しむ選択をした人々がさまざまな財を購入してくれる場合に、その効果は高いという意見がある。生産力の上昇を見込んだ上で、資本主義経済において、常に需要を確保する必要があると仮定すると、マクロ経済学的にはよい状態になるという意見がある。公共投資は景気刺激効果をもたらし、所得上昇に繋がるとされている。ベーシックインカムはこれらの景気刺激効果と変わらなくても、国民総幸福のような指標では差が生じるという意見がある。#景気刺激策としての効果参照。
ワークシェアリングによって、同時に雇用の形式も多様化している方が制度的な整合性がよいという意見がある。

### ブラック企業の撲滅・転職活動の容易化
仕事を辞めてもBI給付によって、求職中も最低限の生活を送れるため、不本意な労働をしている人々が仕事を辞めることができる。それに伴い、劣悪な労働環境下で働く労働者に支えられてきた、いわゆるブラック企業が淘汰されていく。所得が保証されれば劣悪な労働環境で無理に働くことを継続する必要がなくなるため、違法性やグレーゾーンを含む劣悪な労働環境で労働者を働かせているブラック企業を倒産に追い込めると指摘されている。

### 職業選択・チャレンジの容易化
現在の社会制度の下では起業に失敗すると経済的に困難な状況に陥るが、ベーシックインカムが導入されていれば、もともと最低限の生活は保障されているため失敗を恐れる必要がなくなるという意見が有る。また学生が、生活していくためあるいは小遣い稼ぎのためにアルバイトにあてている時間を学問・研究に回すことにより学生の質を上げる。現状では、ごく一部の成功者だけしか生活が成立するだけの収入を稼げていない、芸術家・音楽家・作家などの職業を選ぶことも容易になる。

### うつ病を含む精神疾患の症状改善
継続的な現金の支給によりうつ病患者を含む精神疾患患者の症状が改善したとする論文が発表されており、医療費の軽減や労働力の増加に繋がることが指摘されている。

### 一律支給によるスティグマからの解放
ルトガー・ブレグマンは、生活保護は、受給者に社会に対する恥辱感や罪悪感を生じさせ、社会からはネガティブなスティグマを付与するシステムと化していると述べている。ベーシックインカムによる公平な支給は困窮者のストレスを減少させ、社会統合を促す効果があると考えられている。

### 自由・自律・尊厳
ベーシックインカムは、個人の自由や自律を促進して、尊厳を守るという議論もある。

## 欠点・議論・懸念

### 財源の不安
人口が少なく豊富な天然資源があるなど、国家に極端に大きな歳入源があることで機能する制度との考えもある。ベーシックインカムはその財源をどこに求めるのかという点が議論の的となる。これについては#財源案を参照。また、後述の通り働かない人が増えれば国家の歳入はそれだけ減る。すると政府はベーシックインカムを維持するためにますます税金を引き上げることになる。

#### 浪費への懸念
ベーシックインカムが消費者金融からの借金や賭博に使われる可能性が懸念されている。

#### 経費膨張の法則
国家の経費はつねに膨張の圧力にさらされており、歳費削減問題は国庫の恒常問題である。主権者は国庫からの恩恵よりも国庫に対する義務をつねに過大に感じており、このことが財政需要を拡大させる。17世紀イギリスのウィリアム・ペティの時代から、国家経費の膨張あるいは冗費節減が指摘されてきた。アドルフ・ワーグナーによれば、戦争や大不況、大災害など社会的動乱により「人々は平時には容認できないと考えていた租税水準と収入増加の方法を危機時には認めるようになり、この容認は動乱自体が収束しても存続する。」その結果、動乱が過ぎると支出は下落しているのにも関わらず政府はこれまで必要とされながらも増税をしてまでは行わなかった諸政策の実施を図るようになり、結果として高い水準での財政支出構造が維持される（転移効果）とする。

#### 勤労意欲の低下
「何もしなくても現金が手に入る」「生活できる程度の収入が手に入る」ということが分かっている上、働かねば働かないほど生活保障を厚くしてくれるというのであれば働かないでわざと困窮するのは合理的な判断になってしまうため、労働者の勤労意欲が低下し、無責任になる動機付けが起こる可能性があるという考えがある。

### 大きな政府への批判
濱口桂一郎は、「ベーシックインカムは、実は超中央集権である」「安易なベーシックインカム論は要するに『一君万民モデル』である。社会というのは何段階も経てまとまっていくもので、ある段階でおかしなところがあればそこを修正すればよい。一人の絶対的な権力を持つ皇帝がおかしくなれば弊害も大きくなる」「事業活動では業界があり、企業があり、個々の職場があるように複数の段階で構成されているが、それが実は大きなセーフティネットになっている。最後のセーフティネットとして生活保護がある。他の段階を全部なくして全部ベーシックインカムで統一しようというのは、いわば皇帝モデルに近い」と批判を述べている。

## 財源案
山崎元の試算によれば年金・生活保護・雇用保険・児童手当や各種控除をベーシックインカムに置き換えることで、1円も増税することなく日本国民全員に毎月に4万6000円のベーシックインカムを支給することが可能であるとする。具体的には日本の社会保障給付費は平成21年度で総額99兆8500億円であり、ここから医療の30兆8400億円を差し引くと69兆円となる、これを人口を1億2500万人として単純に割ると月額4万6000円となる。小沢修司も月額5万円程度のベーシックインカム支給ならば増税せずに現行の税制のままで可能と試算している。
ベーシックインカムの支給額は日本では月額5万から15万円程度で議論されることが多く、様々な財源案が提起されている。一方で多くの提案の背景には租税徴収確保主義（"集めれば良い"）があり、民主主義と財産権の観点から課税の正当性を記述する必要がある（目的税）。
たとえば受益が課税の正当性の根拠だと安直に短絡している議論もあり、公的分配の背景に財産権の公的侵害がある場合、公平・公正の観点から、慎重かつ明確に政策目的とその限界が記述されるべきものである（租税法律主義・租税公平主義）。

### 税収
「所得税」、「消費税」、「環境税」、「相続税」などが挙げられる。ゲッツ・W・ヴェルナーは、ベーシックインカムを導入するとともに所得税や法人税を廃止し、消費税に一本化すべきと主張している。BIの財源を消費税のみで賄おうとする場合、現行の消費税率10%を25.8%引き上げた35.8%にする必要がある。これは諸外国で高い税率を課しているハンガリー、アイスランド、スウェーデン各国それぞれの消費税率27%、25.5%、25%よりはるかに高く、やはり消費税のみで財源を賄うことは非現実的である。
消費税の引き上げだけでなく、他の税の増税も組合せて考えた場合を考える。
所得税率を現行より引き上げた場合、壮年層から税収は得られても退職した高齢者からは税収は得られない。日本が少子高齢化の国家である以上、安定した税収を目指す場合、高齢者から税収を得られにくい所得税の税率引き上げは望ましくない。なぜなら税収増の効果が薄いうえに、今後も少子高齢化が進み、所得税による税収確保がますます難しくなるからである。
次に法人税の場合を考える。法人税をBIの財源と考える場合、経営者たちの合意を得る必要があるが、BIが労働意欲の減退を招き、労働供給が減少する可能性がある以上、経営者たちにとってBI導入にはデメリットが伴う。したがって、財源までをも経営側に要求するのは非現実的である。仮に要求する場合は、社会保険の法人負担部分を免除するなど、経営側への配慮が必須となるであろう。ただ、経営側の理解を得られたとしても、法人税率を引き上げることは望ましくない。なぜなら、日本は他国に比べ、法人税率が既に高い水準にあるからである。その状態で税率を更に引き上げると、日本の企業が拠点を海外に移し、産業の空洞化に陥るため、経済成長に負の影響を及ぼしてしまう。またよく言われているように、法人税は、景気変動の影響を受けるため、安定した税収が望めない。やはり法人税をBIの財源として考えるのは、様々な理由で困難を伴う。
ベーシックインカムの導入は納税者番号制度（あるいはSocial Security number）を前提としており、従来の家計単位での所得申告方式ではなく個人単位での包括的な所得把握が前提となる。税務上、あるいは福祉給付の観点では、データ処理が一元化され非常に扱いやすく制度の簡素化をもたらす。この際に税制の方の簡素化も同時に唱えられることがある。
消費税（売上税）については課税の逆進性が最大の論点であり、所得税や相続税については最高税率にいたるまでの税率の高さの略奪性が論点となる。一般に消費税は年間所得額の少ない中低額所得者に高額所得者と同じ税率を求めるため担税応分が多くなる。一方で年間所得については所得税の段階で高額所得者との間ですでに社会的再分配や社会的公正の議論が達成されているとも言える。
高額所得者の場合、消費性向が低所得者より低いとされ、日本の2002年の総務省「家計調査」にもとづく勤労者世帯の所得階級別消費税負担率と所得税負担率の計測によれば、所得がもっとも低い分類階層においては所得の2.8%にあたる消費税を負担しており、これは最高所得分類階層のそれが2.1%であったことから逆進性の存在が確認できる。所得税については負担率が4%に対し最高所得階層では12%であり累進的である。もっともこの種の議論は一時点での所得を念頭にしていることが多く、少子化時代における税負担の衡平性を考えるさいにはとくに生涯所得に対する負担の公平性に気を配る必要があり、引退して勤労所得がない人の担税能力が勤労世帯より貧しいとは限らず、消費税を社会保障財源として考えるさいには逆進性を一時点の所得水準で計測することには問題があるともいえる。
富裕層の貯蓄投資にかかわる別途収入については収入の問題であり消費税の議論とは無関係である。また不動産取得税や株式・債券などからの配当や賃料など、あるいは売買差益に対する課税により補正されている。日本の場合、譲渡益税や配当課税については総合課税方式が本則（所得扱いとして累進税率が適用される）であるが、対象により20%の分離課税も可能であり、また上場株式（持分量による）や公募株式投信などの場合さらに軽減税率が適用されている。高額受贈者や相続人には贈与税・相続税が課せられる。
資産格差の是正を目的に相続・贈与税の極端な強化がしばしば提言されるが、現在の社会経済体制を前提とすれば、公平性のあくなき貫徹というだけではなく他の税との差はあれども効率性その他の要因を配慮する余地がある。とくに自営業の再生産が維持できるインセンティブは必要である。社会主義では遺贈が法的に存在していないかのような誤解があるが旧ソビエト、ベトナム、中国でも相続権は存在しており、土地所有形態や課税体系と税率の問題である。とくに中国では2012年現在でも相続税（遺産税）は存在しない。課税についてはさまざまな節税策や租税回避、脱税行為などが不公正としてしばしば論じられる。
2020年に入り新型コロナウイルス感染症への経済対策に端を発した給付金の実施などでベーシックインカムも導入の機運が高まっており、その有望な財源案として金融取引（投機的短期取引）に超低率（1%以下程度）課税でも莫大な財源創出が見込める金融取引税やトービン税（通貨取引税）などが浮上し、日本も含め世界的に一部の有識者や政治家などの間で導入の議論が始まっている。金融の投機的取引での莫大な金融所得が現在の超富裕層を生み出している主な要因であるが、これらの富裕層への直接的な高率の金融所得課税強化は抵抗が大きいが、この金融取引段階での課税は超低率の課税で導入の抵抗もはるかに少ないと考えられ、投機の抑制と格差是正にも貢献するメリットがある。しかし、この税の非導入国への投機的金融資本逃避などの懸念から効果を発揮させるためには全世界での協調導入（国際連帯税として）が必要である。

### 政府紙幣
中央銀行とは別に政府紙幣を発行する案。いわゆるヘリコプターマネーの一種。通貨は本来、市中の要請に対して中央銀行が貸し出しているものであり、貸し出し残高が市中流通量、また通貨の価値は「借り手側の信用」（すなわち市中の信用力）により保証されている。政府紙幣は「政府の信用」（徴税権や国庫財産）を担保として政府みずからが紙幣を作り使用するものである。これをベーシックインカムの財源に充てよとする主張である。
事例としては軍票など過去に事例があり、徴税権や国庫財産に見合う程度の流通量を適切に管理できれば問題ないが、消費や投資に回らない場合、景気刺激効果は通常の通貨発行と同等となってしまうため、使用期限付き政府紙幣の提案などが行われている。歴史上しばしば発行された軍票は戦争の終結とともに必ず現金通貨で回収されており、恒常的な財源として政府紙幣の継続的な発行政策が成功した歴史的事例はない。しかしながら、通貨のもつ本質的な機能の一部（貯蓄性）を巧妙に回避し消費を刺激するために「期限付き紙幣」を導入することは経済学的に魅力的な提案と評価されている
主な反論としては、結局のところ長期国債の日銀引受（財政法5条違反）を巧妙に回避しているにすぎず、税収と給付の本質的なアンバランスの解決になっていないとするものがある。

### 通貨発行益
また、通貨発行益を財源としベーシックインカムを実施せよとの主張もある。これは1920年代のC.H.ダグラスによる「社会信用論」を起源とし、現在の日本では関曠野、白崎一裕、森永卓郎などが提唱している。この主張は文字通り、信用の裏づけなく政府紙幣を発行し所得給付に充てよとするものである。
貨幣発行益を財源としてベーシックインカムを実施する場合、新たな増税が必要ないという考えであり、また同時にインフレーションが起こるという意見である（インフレーション税）。インフレーション税の場合わざわざ政府紙幣を発行する必要はなく、恒常的に長期国債を累積的に発行し、それを中央銀行に引き受けさせても良い。
国宗浩三によれば、通貨発行益の増大を行政府がはかったばあい、誘惑に負けて巨額の貨幣発行を行うことの経済的帰結は明らかであり、インフレの発生、インフレ率の高騰、それに伴う経済社会の混乱である。またインフレは貨幣需要をへらすため（通貨保有による「課税」を逃れるため）、結局は通貨発行益を減らすことになるとする。
一方で、とくに開発途上など持続的な経済成長をともなう経済においては、経済の成長に伴う貨幣需要に見合っただけの通貨を追加的に供給することにおいては、通貨発行はインフレの要因にはならず税源としての通貨発行益が期待できるとする。経済にはタダ飯（フリーランチ）は無いのが普通であるが、経済成長に伴う通貨発行益は数少ない例外であり、通貨発行益を主な財源としてあてにするのは大きな間違いであるが、経済成長が続くかぎり（とくに発展途上国にとっては）安定的な補助的財源としては優秀なものだとする。
中国の経済構造はこの点で特筆すべきものがあり、中国政府の財政における通貨発行益は非常に高く、GDP比5%を超えている。しかしインフレ税に頼る比率は約3割にすぎず、7割は成長にともなう果実としての通貨発行益である。ただしこれが今後も続くかどうかと言う点については慎重であるべきで、経済システムが成熟するにしたがって貨幣選好は低下し相対的な貨幣発行益は減少する可能性がある。

### 資源

#### 鉱物
土地・鉄・銅・ボーキサイト・ウラン鉱・石油・石炭等の天然資源を売却し、収益を国民に分配する。とりわけ土地の利用そのものを財源に（地価税）するとする主張はジョージ主義として伝統的なものである。1980年代のナウル共和国は豊富なリン鉱石の採掘を財源に高い福祉水準を確保していた。
またサウジアラビアなど中東産油国の多くは、原油を輸出しその代金で政府支出をまかなっている。国民福祉は充実し税はないに等しいが、財政は国際相場に影響される問題がある。これらの社会は実質的にベーシックインカムが実現されているといえる。
海底鉱物
日本の領海の海底に存在するとされる鉱物資源の収益に課税し、それを国民に分配する。

#### エネルギー
宇宙太陽光発電事業の収益に課税し、それを国民に分配する。

## 景気刺激策としての効果
ベーシックインカムの導入による景気刺激効果が期待できるという意見がある。
高所得層よりも低所得層の方が消費性向が高く、所得を消費に回す率が高いため国民経済全体としての消費需要が高まり、景気が活性化するとする。累進課税方式の場合は、所得の再分配機能から高所得層から低所得層への所得移転が起きるため、この効果はより大きくなる。売上税（消費税）を財源とする場合、各所得階層間の再分配機能はより緩やかになり、消費性向による刺激効果も限定的となる。このため所得制限つきベーシックインカム論や品目別売上税率の設定などが提案されている。前者については制限水準近傍での勤労者のモラルハザードが発生する可能性がある。
貨幣発行益が財源の場合、高所得層も低所得層も所得が増大するので、どちらの消費需要も高まるという意見がある。しかし日本のように高度に金融資本の発展した経済ではインフレ税（信用の裏づけの無い通貨による景気刺激策）そのものは荒唐無稽な思考実験に近い論述であり、一部の論者の経済学的思考実験にとどまっている。インフレ税採用の宣言により従来の発行済み国債の価値は経時的に低減してゆくことになるため、信用秩序に与える影響は予測できない。インフレ税導入論の背後には日本経済破局論や根拠のない略奪税（租税徴収確保主義）の主張が含まれている可能性がある。
ただし、類似の論調としては、国庫短期証券を累次発行し為替介入を続け、円売り外債買いをつづけることで恒常的な通貨売り（インフレ）をもたらし、かつ外債運用益を財源にすべしとの案も提案されている（政府系ファンド論）。もっとも2009年現在での外貨準備運用はせいぜい年2.9兆円程度 であり、しかも受け取りは外貨建てであり財源として期待できる規模は限定的である。また恒常的な自国通貨売りは典型的な近隣窮乏化策であるため、IMFを始めとする従来の国際自由貿易体制に許容される可能性は低い（ないしは対象国から対抗介入され無効化される可能性がある）。
ケインズ経済学の知見では、技術進歩や資本蓄積によって、生産力が十分に高まった先進国の経済では、潜在的な供給量が常に過剰であり、需要不足ゆえの失業が常に生じる。この場合、消費の呼び水となるベーシックインカムは雇用拡大の有力な手段に成りうる。

## 日本における動向
日本でベーシックインカム導入をマニフェストに盛り込んでいる政党は、日本維新の会、国民民主党、政治家女子48党、緑の党グリーンズジャパン、つばさの党である。

### 現存する政党
| 政党名                   | BIに関する公約 |
| ------------------------ | --- |
| 日本維新の会             | 衆院選マニフェスト2021にて「「チャレンジのためのセーフティネット」構築に向けて、給付付き税額控除またはベーシックインカムを基軸とした再分配の最適化・統合化を本格的に検討し、年金等を含めた社会保障全体の改革を推進します。」と記している。しかし2023年7月には支給金額の引き下げなど政策の修正を検討すると表明し、10月には実現のための財源など具体的な部分の削除を検討すると報じられるなど、財源の根拠を問われることを念頭に置いた修正を余儀なくされている。 |
| 国民民主党               | 重要政策2021にて「日本型ベーシック・インカム(仮称)」創設 給付と所得税減税を組み合わせた新制度「給付付き税額控除」を導入し、尊厳ある生活を支える基礎的所得を補償します。マイナンバーと銀行口座をひも付けて、必要な手当てや給付金が申請不要で迅速かつ自動的に振り込まれる「プッシュ型支援」を実現します。「給付付き税額控除」と「プッシュ型支援」で「日本型ベーシック・インカム(仮称)」を創設します。 |
| NHK党                    | 2021年衆議院選挙公約にて「ベーシックインカムの導入／賛成 ベーシックインカムは既に破綻している年金制度の補完としての役割のほか、地方創生、雇用問題など様々な問題に寄与すると考えています。」 基本政策にて「わたしたちNHKから国民を守る党は、ベーシックインカム(国民全員に一定額を支給する制度)を導入することに賛成しています。一定額が支給されることにより、何度でも失敗可能なチャレンジ型社会に変え、綻びのみえる年金制度や生活保護制度を抜本的に変えられると考えています。また、ブラック企業などの雇用問題や少子化対策などの教育問題など、多岐にわたる様々な社会問題を解決する一石になると考えています。」と記している。 |
| 緑の党グリーンズジャパン | 2013年参院選公約にて「最低賃金・生活保護・基礎年金の拡充で年間200万円の最低所得保障を実現し、将来的なベーシック・インカムの導入に向けた制度設計に取り組む」と記載している。 |
| オリーブの木             | 2019年参院選公約にて「ベーシック・インカム（政府が生活費を国民に配る。当面は低所得層が対象）」と記している。 |
| 政党名                   | BIに関する言及 |
| 立憲民主党               | 「所得再分配機能の回復、ライフスタイルに中立で公平な税制の構築、労働力人口増加を促す成長戦略などの観点などから、人的控除の整理を含め、まずは「所得控除から税額控除へ」の転換を図り、さらには「税額控除から給付付き税額控除へ」と税体系を変えていくことを提起します。私たちはこれを日本型ベーシックインカム（基礎的所得保障）構想と呼ぶこととします。」と記している。 |
| 日本共産党               | 「ベーシック・インカムの考え方は、憲法25条に規定された国民の生存権などにてらして、積極的な意味を持っており、検討に値すると考えています。わが党は、最低保障年金の創設を提案していますが、これは、年金保険料の支払いの有無を問わず、最低月5万円を給付し、それに払った保険料に応じた額を上乗せするというものです。これは、ベーシック・インカムの考え方に近いものです。」と記している。 |
| 社会民主党               | 「少子高齢化や社会保障の切り捨てが進むなかで、現在の年金・福祉制度では生きていけない人々が大量に生じてくることが想定される。すべての人に生活に必要な収入を保証するというベーシック・インカムの考え方は生存権の保障につながり基本的に賛成できる。」と記している。 |
| れいわ新選組             | 山本太郎代表は「ベーシック・インカムというのは（万人にとって）響きがいいが、社会保障をほとんどカットするような手法には反対する。（そのような手法ならば例えば）難病疾患者や障害者は生きていけなくなる。今ある社会保障を削らずに加えて給付したいが、限界があるから現実的な政策ではない。」と語っている。 |

### 解党した政党
| 政党名                                                  | BIに関する公約 |
| ------------------------------------------------------- | --- |
| 維新の党                                                | 基本政策にて「給付付き税額控除制度の導入を通じた最低生活保障（ミニマムインカム）の実現。」と記している。 また関連政党である大阪維新の会は維新八策の最終案にて「ベーシックインカム的な考え方」の検討と記されておりベーシックインカムそのものの導入ではなく「資産・所得制限のある年金制度」と「現物支給中心の生活保護」を導入するとしている。橋下代表も「現金を一律に給付するわけではない」と明言しており本項で解説するベーシックインカムと大阪維新の会のベーシックインカムは大きく異なっているため注意が必要である。 |
| 旧希望の党                                              | 2017年衆院選政策パンフレットに「ベーシックインカム導入により低所得層の可処分所得を増やす。」「格差が極大化するAI（人工知能）時代を念頭に、基礎年金、生活保護、雇用保険等をBI（ベーシックインカム）に置き換えることを検討する。所得税増税と差引きすると、低所得者は給付増、高所得者は負担増となる。」と記している。 なお2018年結党の新しい希望の党はベーシックインカムを公約にはしていない。 |
| 国民の生活が第一                                        | 2012年11月25日に発表した第2次基本政策検討案にて「ベーシックインカムの導入を検討する」としていた。 |
| 旧国民民主党(※2020年結党の新しい国民民主党とは異なる。) | 基本政策にて「給付付き税額控除など基礎的所得の保障（日本版ベーシックインカム構想）」と記している。 |
| 新党日本                                                | すべての個人に最低生活保障（＝ベーシック・インカム：BI）を支給し、「年金」と「生活保護」の抜本的な統合を図る中で、役所の裁量行政のムダを省き、地域に根差し、向上心に溢れる日本の中流家庭を共創します。 - 北欧諸国で取り組みが始まっているベーシック・インカムは、生活に必要な最低限の費用を、すべての個人に無条件で支給する画期的な制度です。 1. 乳幼児から高齢者まで、毎月一定の金額を一律に、一人ひとりに配当する。 2. 現行の社会保障給付（保険、手当、扶助）に於ける、現金給付部分（年金、生活保護、失業保険等）に関して抜本的な統合を図ると共に、障害者、母子・父子家庭には積極的加算を実施する。 3. 年金受給資格者には、既に4年前から新党日本が提唱する、毎月の積立実績と将来の支給金額を明確に印字する年金通帳を導入した上で、これまでの積立金額、積立期間に応じて年金支給総額を明示し、その総額を保証すると共に、一括給付か毎月のBIへの上乗せか、選択制とする。 4. 裁量行政の象徴的存在の社会保険庁、各自治体の福祉事務所は役割を終える為、順次、これを廃止する。 |
| 生活の党                                                | 2016年参院選公約にて「最低保障年金のあり方を含め、生活をしっかり支えるベーシックインカム制度の導入を進めます」と記載している。また2013年参院選公約にて「税財源の最低保障年金と社会保険の所得比例年金の構築により、年金制度一元化を図る」「社会保障制度を見直し、公平・公正な所得再分配を行い、貧困、低所得層への給付を適切化する。また、ベーシックインカム制度の導入を検討する」と記載している。 |
| 民進党                                                  | 基礎控除、配偶者控除、扶養控除の3つの所得控除を税額控除に変え、税額控除しきれない税額分がある低所得者には、その人が負担しなければいけない年金保険料や医療保険の保険料など社会保険料の負担軽減に充てるとしこれを「日本型ベーシックインカム」と呼んでいる。 民進党の「日本型ベーシックインカム」では「現金を給付することは考えていない」としている為、本項で解説するベーシックインカムとは大きく異なる。 |
| みんなの党                                              | 2013年参院選公約にて「年金は積立方式への移行を検討」「低所得者層への給付つき税額控除方式を導入。また生活保護制度の不備・不公平、年金制度との不整合等の問題を段階的に解消し、最終的には基礎年金と生活保護を統合したミニマムインカムを創設する」と記載しているが、このミニマムインカムはベーシックインカムとは異なり全国民に無条件で現金を支給することが記載されていない。みんなの党所属議員も「ミニマムインカムとベーシックインカムは違います」と述べている。 |
| 結いの党                                                | 主要政策にて「「給付付き税額控除」によりミニマムインカム（最低生活保障）を担保。」。 |

### 2017年衆院選に候補者を擁立した政党に対する意識調査
2017年の第48回衆議院議員総選挙に候補者を擁立し政党助成法の政党要件を満たした8政党に対して、ベーシックインカムに関する意識調査が行われた。民進党と自由党は政党助成法の政党要件を満たしているものの候補者を擁立しなかった為調査の対象外となった。
| 政党名       | BIに対する立場   | コメント |
| ------------ | ---------------- | --- |
| 自由民主党   | BI導入に反対     | わが国の社会保障制度は、「自助・自立」を基本としながら、高齢や疾病・介護を始めとする生活上のリスクに対しては、共同してリスクに備える仕組みである「共助」が自助を支え、自助や共助では対応できない困窮などの状況については、「公助」が補完する仕組みです。ベーシックインカムのように国がすべての個人に対して最低限の所得補償を無条件に与えるのではなく、「自助」「共助」「公助」の基本理念に立って、疾病や介護など、人生で生ずる様々なリスクに適切に支援が行き渡るよう、引き続き社会保障制度の強化に努めてまいります。                                                                                          |
| 希望の党     | BI導入に賛成     | 格差が極大化するAI（人工知能）時代を念頭に、基礎年金、生活保護、雇用保険等をBI（ベーシックインカム）に置き換えることを検討します。所得税増税と差引きすると、低所得者は給付増、高所得者は負担増となります。 |
| 公明党       | BI導入にやや反対 | 「ベーシック・インカム（BI）」制度が具体的に何を指すのか定かではありませんが、一般的にBI制度とは、「全ての国民に生活に最低限必要なお金を支給する」制度であるとされています。その場合、最低限必要なお金の基準や、財源、支給方法等を明らかにしなければなりません。様々な議論が散見されますが、いずれも巨額な財源が必要であり、現行の年金、医療、介護、生活保護、保育などの子育て支援を含めた社会保障制度を廃止し、全て自己負担とすることが前提のようです。必要な人に必要な社会保障制度を安定的に提供するために、どのような制度が適切であり持続可能なのか慎重に議論をしなければならないと考えます。              |
| 日本共産党   | BI導入にやや賛成 | ベーシック・インカムの考え方は、憲法25条に規定された国民の生存権などにてらして、積極的な意味を持っており、検討に値すると考えています。わが党は、最低保障年金の創設を提案していますが、これは、年金保険料の支払いの有無を問わず、最低月5万円を給付し、それに払った保険料に応じた額を上乗せするというものです。これは、ベーシック・インカムの考え方に近いものです。同時に、いくばくかのベーシック・インカムと引き換えに、現在の年金や生活保護、医療などの社会保障制度を“廃止”するというのでは、国民生活に深刻な打撃をもたらします。財源とともに、憲法25条の生存権を保障する制度となりえるのかが最大の問題です。 |
| 日本維新の会 | BI導入にやや賛成 | 理念は正しい。だが、財源確保など議論すべき課題も多い。 |
| 立憲民主党   | BI導入にやや賛成 | 現行の税制、社会保障制度をベーシックインカムに切り替えることは非常に大きな改正なので、国民的な議論を提起し、理解と合意を得ることが重要だと考えます。所得再分配機能の回復、ライフスタイルに中立で公平な税制の構築、労働力人口増加を促す成長戦略などの観点などから、人的控除の整理を含め、まずは「所得控除から税額控除へ」の転換を図り、さらには「税額控除から給付付き税額控除へ」と税体系を変えていくことを提起します。私たちはこれを日本型ベーシックインカム（基礎的所得保障）構想と呼ぶこととします。 |
| 社会民主党   | BI導入にやや賛成 | 少子高齢化や社会保障の切り捨てが進むなかで、現在の年金・福祉制度では生きていけない人々が大量に生じてくることが想定される。すべての人に生活に必要な収入を保証するというベーシック・インカムの考え方は生存権の保障につながり基本的に賛成できる。ただ具体的には、財源の問題、既存の福祉が切り捨てられるおそれ、働く意欲がそがれ貧困が固定化しないかといった懸念もあるため、慎重な制度設計が必要だと考えている。諸外国で始まっている実験的導入の成果も見ながら、日本でも導入を検討するべきと考える。 |
| 日本のこころ | BI導入にやや反対 | ※日本のこころは「ベーシックインカム導入にやや反対」と回答したもののコメントを回答しなかった。 |

### 2010年参院選政党所属候補者に対する意識調査
2010年の第22回参議院議員通常選挙に立候補した候補者に対して、ベーシックインカムに関する意識調査が行われた。
この調査から同じ政党にベーシックインカム賛成派と反対派の両方が所属していることがわかる。
| 政党名         | ベーシックインカムに賛成 | ベーシックインカムに反対 | どちらともいえない |
| -------------- | ------------------------ | ------------------------ | ------------------ |
| 民主党         | 9人                      | 5人                      | 11人               |
| 自由民主党     | 4人                      | 14人                     | 2人                |
| 公明党         | 4人                      | 2人                      | 1人                |
| みんなの党     | 12人                     | 1人                      | 1人                |
| 日本共産党     | 11人                     | 7人                      | 28人               |
| 社会民主党     | 7人                      | 2人                      | 0人                |
| 国民新党       | 1人                      | 1人                      | 1人                |
| たちあがれ日本 | 2人                      | 4人                      | 0人                |
| 新党改革       | 0人                      | 1人                      | 0人                |
| 合計           | 50人                     | 37人                     | 44人               |

民主党と共産党は検討中などの理由でどちらともいえないと回答する候補者が多い。
選挙結果はベーシックインカム賛成派が16人当選（うち民主党5人、自民党2人、公明党4人、みんなの党3人、社民党1人、たちあがれ日本1人）、反対派が18人当選（うち民主党4人、自民党12人、公明党1人、みんなの党1人）となりほぼ同数となった。
どちらともいえないと回答した候補者は11人当選（うち民主党7人、公明党1人、みんなの党1人、共産党2人）した。
新党日本は政党助成法の政党要件を満たしているものの候補者を擁立しなかった為調査の対象外となった。元新党日本副代表で、民主党比例代表で立候補し1位当選となった有田芳生は以前からのベーシックインカム推進論者である。

## 世界における動向

### スイスの所得制限のあるベーシックインカム導入を問う国民投票
- スイスにて、エノ・シュミット氏が成人国民に月額2,500スイスフラン（約28万円）、未成年者には月額625スイスフラン（約7万円）のベーシックインカムを給付するかどうかを決める国民投票が2016年6月5日に行われる予定。制度に必要な費用の大半が税金によってまかなわれる。制度導入に伴って年金や失業手当などの社会保障制度の一部を打ち切りベーシックインカムに一本化する。国民投票が可決されると、収入が月額2,500スイスフラン未満の人にベーシックインカムが支給されることになるが、政府や経済界は猛反対している。支給額は国民投票が可決された後に法律で決めるため、実際に成人28万円、未成年7万円となるかは不透明[5][66]。

- スイスで提案されているベーシックインカムは本項で解説するベーシックインカムとは異なり所得制限が存在する。具体的には就労による収入が月額2,500スイスフランに満たない国民に月額2,500スイスフランまで給付する制度である。そのため収入が月額2,500スイスフラン以上ある人はベーシックインカムがもらえず、また収入が月額2,500スイスフラン未満でも就労収入がある人はベーシックインカムが減額されるため、高所得者や中間層の支持を得にくい制度であり、事前の世論調査では反対派が賛成派を上回っている[67]。

- 2016年6月5日、ベーシックインカム導入の是非を問う国民投票がスイスで行われ、投票率46.3%、賛成23.1%、反対76.9%で否決となった。連邦政府は、制度導入に係る巨額税源不足と経済競争力低下の懸念を表明しており、国民の支持も広がらなかった[68]。

| 就労による収入 | ベーシックインカム給付額 | 最終的な収入 | 備考 |
| -------------- | ------------------------ | ------------ | --- |
| 0              | 2,500                    | 2,500        | 就労せずに収入が2,500スイスフランとなるためメリットが大きい                                                    |
| 500            | 2,000                    | 2,500        | 就労してもベーシックインカムが減額されるため、最終的な収入が2500スイスフランとなり変わらないため就労意欲が減る |
| 1,000          | 1,500                    | 2,500        | 就労してもベーシックインカムが減額されるため、最終的な収入が2500スイスフランとなり変わらないため就労意欲が減る |
| 1,500          | 1,000                    | 2,500        | 就労してもベーシックインカムが減額されるため、最終的な収入が2500スイスフランとなり変わらないため就労意欲が減る |
| 2,000          | 500                      | 2,500        | 就労してもベーシックインカムが減額されるため、最終的な収入が2500スイスフランとなり変わらないため就労意欲が減る |
| 2,500          | 0                        | 2,500        | 就労収入が2,500スイスフラン以上の人はベーシックインカムがもらえない                                            |
| 3,000          | 0                        | 3,000        | 就労収入が2,500スイスフラン以上の人はベーシックインカムがもらえない                                            |
| 3,500          | 0                        | 3,500        | 就労収入が2,500スイスフラン以上の人はベーシックインカムがもらえない                                            |
| 4,000          | 0                        | 4,000        | 就労収入が2,500スイスフラン以上の人はベーシックインカムがもらえない                                            |
| 4,500          | 0                        | 4,500        | 就労収入が2,500スイスフラン以上の人はベーシックインカムがもらえない                                            |
| 5,000          | 0                        | 5,000        | 就労収入が2,500スイスフラン以上の人はベーシックインカムがもらえない                                            |

| 就労による収入 | ベーシックインカム給付額 | 最終的な収入 | 備考 |
| -------------- | ------------------------ | ------------ | --- |
| 0              | 2,500                    | 2,500        | 所得にかかわらずベーシックインカムがもらえる。就労している人にも2,500スイスフラン給付されるため、働いたら働いただけ所得が増えるため、労働意欲が減らない |
| 500            | 2,500                    | 3,000        | 所得にかかわらずベーシックインカムがもらえる。就労している人にも2,500スイスフラン給付されるため、働いたら働いただけ所得が増えるため、労働意欲が減らない |
| 1,000          | 2,500                    | 3,500        | 所得にかかわらずベーシックインカムがもらえる。就労している人にも2,500スイスフラン給付されるため、働いたら働いただけ所得が増えるため、労働意欲が減らない |
| 1,500          | 2,500                    | 4,000        | 所得にかかわらずベーシックインカムがもらえる。就労している人にも2,500スイスフラン給付されるため、働いたら働いただけ所得が増えるため、労働意欲が減らない |
| 2,000          | 2,500                    | 4,500        | 所得にかかわらずベーシックインカムがもらえる。就労している人にも2,500スイスフラン給付されるため、働いたら働いただけ所得が増えるため、労働意欲が減らない |
| 2,500          | 2,500                    | 5,000        | 所得にかかわらずベーシックインカムがもらえる。就労している人にも2,500スイスフラン給付されるため、働いたら働いただけ所得が増えるため、労働意欲が減らない |
| 3,000          | 2,500                    | 5,500        | 所得にかかわらずベーシックインカムがもらえる。就労している人にも2,500スイスフラン給付されるため、働いたら働いただけ所得が増えるため、労働意欲が減らない |
| 3,500          | 2,500                    | 6,000        | 所得にかかわらずベーシックインカムがもらえる。就労している人にも2,500スイスフラン給付されるため、働いたら働いただけ所得が増えるため、労働意欲が減らない |
| 4,000          | 2,500                    | 6,500        | 所得にかかわらずベーシックインカムがもらえる。就労している人にも2,500スイスフラン給付されるため、働いたら働いただけ所得が増えるため、労働意欲が減らない |
| 4,500          | 2,500                    | 7,000        | 所得にかかわらずベーシックインカムがもらえる。就労している人にも2,500スイスフラン給付されるため、働いたら働いただけ所得が増えるため、労働意欲が減らない |
| 5,000          | 2,500                    | 7,500        | 所得にかかわらずベーシックインカムがもらえる。就労している人にも2,500スイスフラン給付されるため、働いたら働いただけ所得が増えるため、労働意欲が減らない |

### イタリアにおける低所得者層へのベーシックインカム導入政策
2018年6月に発足したイタリアのジュゼッペ・コンテ政権は当初から低所得者層へのベーシックインカム導入を公約として掲げており、同年12月末にはBI導入を盛り込んだ次年度予算案を成立させた。2019年からは、実際に制度が開始された。

### 2020年アメリカ合衆国大統領選挙
2020年アメリカ合衆国大統領選挙の民主党予備選挙に「18歳以上64歳以下の全ての米国民に月額1000ドルを支給する」ことを公約にしたアンドリュー・ヤンが立候補した。国の関与を最小限にする小さな政府が理想とされてきたアメリカにおいては異色の主張であり、注目を浴びることとなった。27人が立候補し混戦となっている民主党大統領候補予備選挙にてアンドリュー・ヤンは2019年9月時点で支持率6位につけている。

### ベーシックインカム導入実験
- オランダのユトレヒトで2016年1月から試験的に導入する[74]。
- フィンランドの2015年総選挙でベーシックインカムを公約とする中央党が第一党になり、中央党、フィン人党、国民連合党による保守・中道右派連立政権が誕生しベーシックインカム導入実験の実施に向けた準備が進んでいる。実験内容はまだ確定していないが、都市、農村、さまざまな経済状況を反映した複数の候補地を選び、大規模な実験を行う可能性が高く、2017年に実施し、期間は2018年まで国家レベルで初めて実験的に導入[75]。給付額は月額800ユーロ（日本円で約10万6400円）との情報がある[76]。フィンランドは2年間BIの実験を行なった。失業者2000人を無作為に選び、月当たり560ユーロを支給した。その実験でBIをもらっていた群はBIをもらっていない群と比べて就業復帰の意欲が増すことはなかった。結局フィンランドは、失業給付を受けている人々が就業復帰を拒んだ場合にはより厳しい制裁を課すというアプローチに切り替えた[77]。

- カナダのオンタリオ州は2016年度の州予算案により法案の提出準備入りを発表した[78]。2017年4月から、貧困線以下で生活する4000人に、3年間、支給される[79]。

### マカオ
マカオではカジノによる莫大な税収を市民に還元するという名目で、毎年1万マカオ・パタカを現金給付している。

## ベーシックインカムに類する一時金制度例
ベーシックインカムに類似した給付を実施している国は少数だが存在する。ただし、その多くば天然資源の輸出による外貨収入を配分・給付するものであり、勤労所得で財政収支を均衡させている先進国および中進国で恒常的に制度化している例はない。以下の制度は年齢制限があったり、支給される金額が多すぎるまたは少なすぎるなど新党日本や緑の党グリーンズジャパンのベーシックインカムと異なる点があるが、ベーシックインカムに近い制度が実際に導入されている。
- 日本
  - 2020年新型コロナウイルス感染症による経済的影響への緊急対策として実施された特別定額給付金は、野党の国民民主党が「全国民への現金10万円一律給付」を盛り込んだ経済政策を発表し立憲民主党や社会民主党が賛同、後に与党からも公明党が賛同し自由民主党が野党の提案を受け入れる形で実現した。住民基本台帳に記録されている者1人につき10万円一回限り行うもの。給付単位が個人ではなく世帯となっている点がベーシックインカムと異なる[82][83]。
  - 2009年自民党の麻生政権で実施された定額給付金は、原則給付対象者1人につき12,000円の給付を一回限り行うもの。ただし「選挙の票目的のバラマキ」と批判され単回の実施に留まる。
  - 2010年6月から2011年9月までの子ども手当。2011年10月以降の子ども手当は民主党・自民党・公明党の3党合意により、ベーシックインカム的な要素が少なくなっている。さらに2012年6月以降はこれに所得制限が加わりベーシックインカムとはかけ離れた制度になる[84]。
  - 民間企業が行っている来店ポイントは、現金と同様に買い物時に利用できる[85][86]。
- ナミビアのOtjivero-Omitara村の60歳以下の住人930人が対象。
- ブラジルのサンパウロ州のカチンガ・ヴェーニョという100人程度の農村。
- カナダのマニトバ州ドーフィンで1974年から1979年にかけて行われた「en:MINCOME」と呼ばれる実験が行われた。
- 中国で2020年に行われた中国人民銀行と深圳市がデジタル人民元を市民5万人に200人民元給付した実験。

以下の4つの制度は天然資源を財源にしているため持続可能性は低い。そのため資源の枯渇と同時に制度の維持が困難になる。
- アラスカの『アラスカ・パーマネント・ファンド（アラスカ永久基金）』。州レベルの実施。潤沢な天然資源から得られる税収を財源としている。2022年度の支給額は一人当たり年3,284ドル（約43万4000円）[87]。
- モンゴルの『人間開発手当て』。主に鉱物などの天然資源の輸出による税収を財源としている。
- イランの『現金補助金』。石油輸出による税収を財源としている。
- ナウル - リンの輸出を財源に全年齢層に年金が支給されていた。ただし現在は天然資源の枯渇により維持できず制度自体が破綻している。

## 日本国内でベーシックインカムを公約に立候補した人
2018年9月30日、沖縄県知事選挙で琉球料理研究家の渡口初美(83)が「無条件ベーシックインカム(UBI)を沖縄県で実現」することを公約に掲げ立候補。
県で地域通貨を発行し、毎月一人当たり30万円を給付し、使用しなかった分は月末にリセットされるシステムで、貯蓄することができない。
様々な社会問題は「お金がなくなることへの恐怖」であり、生きていく分に十分な30万円という金額を給付することで、「お金がなくなることへの恐怖」を無くすことで、自然と社会問題が消えてなくなると主張。「お金が儲かるから」、「少しでもコストダウンのため」と経済合理性で判断するいまの社会から、一人一人が環境全体のことを考える環境合理性で判断できるようになり、ダイナミックな社会変化が起こると提示している。
沖縄ではもともと「ゆいまーる」や「ぬちゃーしー」という助け合いの精神があり、ベーシックインカムをスタートさせる場所として適しているという。
NHKから国民を守る党代表立花孝志は2019年10月27日投開票の参議院埼玉県選挙区補欠選挙の候補者アンケートに「ベーシックインカム制を導入すべき」と回答しており、また同年11月10日投開票の海老名市長選では「NHK受信料を不払いしているご家庭には年間5万円を支給します！」と公約を掲げた。

## ベーシックインカムを支持している政党
グローバルグリーンズに加盟している環境政党がベーシックインカムを支持していることが多く、日本の緑の党グリーンズジャパンもグローバルグリーンズに加盟している。
各国の海賊党がベーシックインカムを支持していることが多い。

日本の政党の動向は
- 日本 - 日本維新の会[41]
- 日本 - 国民民主党[42]
- 日本 - 政治家女子48党[43][44]
- 日本 - 緑の党グリーンズジャパン[45]
- 日本 - つばさの党[46]
- 日本 - 日本海賊党（代表:須沢秀人）
- アメリカ合衆国 - アメリカ緑の党
- イギリス - イングランド・ウェールズ緑の党
- イギリス - スコットランド緑の党
- イタリア - 五つ星運動[90]
- オーストリア - オーストリア海賊党（ドイツ語版）[91]（液体民主主義によると82%がベーシックインカムに賛成している）[92]
- オーストリア - オーストリア共産党[93]
- オーストリア - 緑の党-緑の選択肢
- オランダ - The Greens
- オランダ - GreenLeft
- カナダ - カナダ海賊党（英語版）
- カナダ - ケベック連帯（英語版）
- カナダ - カナダ自由党
- カナダ - プリンスエドワード島新民主党（英語版）
- カナダ - カナダ緑の党
- 韓国 - 基本所得党
- 韓国 - 緑色党
- 韓国 - 国家革命党（朝鮮語版）（18歳以上の全国民に毎月150万ウォンの配当金を支給することを主要公約としており、第21代総選挙においてそれを強調するために一時的に党名を「国家革命配当金党」としていた）
- 韓国 - 進歩新党[94]（進歩新党と合党した旧社会党もベーシックインカムを支持していた）
- ギリシャ - 急進左派連合（現物給付つきベーシックインカムを提唱している）[95]
- スイス - スイス緑の党（2016年のベーシックインカム導入を問う国民投票で賛成するよう呼びかけている）[96]
- スウェーデン - 環境党緑（スウェーデンは世界一福祉が充実した国として知られるが、従来型の福祉では先端部門での雇用確保ができず福祉が機能不全に陥るとして環境党緑はベーシックインカムを提唱している）[97]
- スペイン - ポデモス[98]
- ドイツ - ドイツ海賊党[99]（党大会でベーシックインカムを2013年ドイツ連邦議会選挙のマニフェストに取り入れるべきか採決を行い、その結果66.9%の賛成票を得た）[100]
- ドイツ - 左翼党[99]
- ドイツ - 社会主義平等党（ドイツ語版）
- ドイツ - 自由民主党[99]
- ドイツ - 自由民主党-社会自由主義者（ドイツ語版）
- ドイツ - 同盟90/緑の党[99]
- ドイツ - ドイツ民主党（ドイツ語版）
- ドイツ - 紫の党
- ドイツ - 山の党（ドイツ語版）
- ニュージーランド - ニュージーランド労働党（二大政党の片翼であり次の総選挙で政権公約として掲げるかの検討に着手した）[101]
- フランス - 海賊党（2012年フランス議会総選挙の任意政策にて積極的連帯手当・家族手当・住宅手当・失業給付を統合しベーシックインカムに置き換えるとし、年齢や身分に関係なくすべての国民に最低限の生活を送るのに必要な金額を毎月支給するとしており本項で解説しているベーシックインカムに忠実な内容である）[102][103]
- フランス - 共和国連帯[104]（2012年フランス大統領選挙にベーシックインカムを提案する候補者が出馬予定であったが推薦人が集まらず出馬を断念）
- フランス - キリスト教民主党[104]（2012年フランス大統領選挙にベーシックインカムを提案する候補者が出馬予定であったが現職のサルコジ大統領支持を表明し出馬を撤回）
- フランス - ユーロップ・エコロジー・緑の党[104]（2012年フランス大統領選挙にベーシックインカムを提案するエヴァ・ジョリが出馬した）
- ブラジル - 労働者党
- ベルギー - Vivant
- ニュージーランド - New Zealand Democratic Party for Social Credit
- ノルウェー - 赤
- ノルウェー - ノルウェー自由党
- ノルウェー - 環境党緑

## 類似した制度

### 負の所得税
負の所得税もベーシックインカムと似たような効果を持つ政策であり、実施に当たっては単位が個人ではなく、世帯ごとと構想されることが多い。所得を低く申告して給付を受けようとするインセンティブが働くため、所得申告の際の不正行為を防がなければならない分、行政コストはより掛かるという意見がある。

### 給付付き税額控除
低所得者に税の還付をする制度。負の所得税から派生した所得再分配政策とも言える。給付付き税額控除は、負の所得税と違い、勤労所得がゼロの場合、全く金銭を得ることが出来ない。もう一つの違いは給付付き税額控除は、所得ゼロの状態から勤労収入を得た場合に、ある程度まで、手取り額が負の所得税に比べ大きく増えていく点である。米国においてEITC(Earned Income Tax Credit)という名称で実施されている。また、EITCという制度は25 歳以上 65 歳未満の勤労者を対象とし、就労のインセンティブを促進するため、勤労所得の増加に合わせて税額控除が逓増する部分を設定し賃金を補助する仕組みである。例えば、子供が2人の勤労者の場合、所得$12,570までは所得が1ドル増えるごとに0.4ドル税額控除額が増加する。その後、税額控除額は所得$16,420まで一定額$5,028で、それ以上の収入に対しては、収入1ドルの上昇につき 0.21ドルだけ税額控除が減少し、収入が $40,295 になった時点で税額控除はゼロになるという算出方法である。低所得の人々に優しく、実現が現実的な制度とも言える。

### ミニマムインカム
みんなの党のアジェンダに記載されている政策で具体的な内容はアジェンダには全く記載されていないが、みんなの党衆議院議員の柿沢未途の発言によると「最低生活費をまず算定し、収入との差額を給付する形」「無条件での一律の現金支給であるべきではない」としており生活保護や負の所得税に近い主張をしている。
2013年秋、スイスでベーシックインカムの導入を訴える10万人の署名が集まり、その可否を問う国民投票が行われる予定であると報道されたが、その一連の報道の中ではミニマムインカムとベーシックインカムは同じ意味で用いられた。
しかし結いの党ではミニマムインカムと給付付き税額控除を同じ意味で用いられておりミニマムインカムがどのような政策を指すかは定まっていない。

### ベーシックインカムと他の現金支給型の制度との比較
下の表はベーシックインカムとの類似点を緑色、相違点を赤色で表記している。子ども手当が次第にベーシックインカムからかけ離れた制度になっていく様子がわかる。なお表のベーシックインカムは新党日本および緑の党グリーンズジャパンの公約、ミニマムインカムはみんなの党の公約の内容である。
|                            | ベーシックインカム （新党日本および緑の党グリーンズジャパンの公約） | ミニマムインカム （みんなの党の公約）                                            | 負の所得税                                                              | 給付付き税額控除                                  | 定額給付金                          | 子ども手当 2010年6月 - 2011年9月の制度                                                       | 子ども手当 2011年10月 - 2012年5月の制度                             | 児童手当 2012年6月以降の制度                                        | 年金                                                              | 生活保護                                            | 失業保険                                                |
| -------------------------- | ------------------------------------------------------------------- | -------------------------------------------------------------------------------- | ----------------------------------------------------------------------- | ------------------------------------------------- | ----------------------------------- | -------------------------------------------------------------------------------------------- | ------------------------------------------------------------------- | ------------------------------------------------------------------- | ----------------------------------------------------------------- | --------------------------------------------------- | ------------------------------------------------------- |
| 支給単位                   | 個人                                                                | 不明                                                                             | 世帯                                                                    | 世帯                                              | 個人                                | 個人と世帯、両方に解釈できる。（金額の計算は個人単位であるが支給先は子供の親・監護者である） | 世帯 （世帯の構成で支給額が異なる・支給先は子供の親・監護者である） | 世帯 （世帯の構成で支給額が異なる・支給先は子供の親・監護者である） | 世帯 （世帯の構成で支給額が異なる）                               | 世帯 （世帯の構成で支給額が異なる）                 | 世帯 （世帯の構成で支給額が異なる）                     |
| 所得制限 資力調査          | なし                                                                | 不明（※あり）                                                                    | あり                                                                    | あり                                              | なし                                | なし                                                                                         | なし                                                                | あり                                                                | あり                                                              | あり                                                | あり                                                    |
| 年齢制限                   | なし                                                                | 不明                                                                             | なし                                                                    | なし                                              | あり （年齢によって給付額が異なる） | あり                                                                                         | あり （年齢制限がさらに強化されている）                             | あり （年齢制限がさらに強化されている）                             | あり                                                              | あり                                                | あり （年齢によって給付額が異なる）                     |
| 職種制限                   | なし                                                                | 不明                                                                             | なし                                                                    | なし                                              | なし                                | なし                                                                                         | なし                                                                | なし                                                                | あり（職業によって給付額が異なる）                                | なし                                                | あり（非正規雇用の場合は 条件によって支給されない）     |
| 保険料の支払               | なし                                                                | 不明                                                                             | なし                                                                    | なし                                              | なし                                | なし                                                                                         | なし                                                                | なし                                                                | あり                                                              | なし                                                | あり                                                    |
| 支給時期                   | 定期的（毎月や毎日など）                                            | 不明                                                                             | 確定申告の事後、年に1回                                                 | 確定申告の事後、年に1回                           | 1回しか支給されない                 | 定期的（4ヶ月ごと）                                                                          | 定期的（4ヶ月ごと）                                                 | 定期的（4ヶ月ごと）                                                 | 定期的                                                            | 定期的                                              | 一定の期間しか支給されない                              |
| 支給額の一律性             | 一律（大金持ちも低所得者も同額）                                    | 不明（※一律ではない （所得が少ないほど支給額が多い・働くと支給額が減らされる）） | 一律ではない （所得が少ないほど支給額が多い・働くと支給額が減らされる） | 一律ではない （所得ごとに複雑に支給額を設定する） | 一律ではない                        | 一律（大金持ちも低所得者も同額）                                                             | 一律ではない                                                        | 一律ではない                                                        | 一律ではない                                                      | 一律ではない                                        | 一律ではない                                            |
| 労働と収入の逆転現象の有無 | なし （働けば働くほど収入が増える）                                 | 不明                                                                             | なし （働けば働くほど収入が増える）                                     | あり （働くと逆に収入が減る場合がある）           | なし （働けば働くほど収入が増える） | なし （働けば働くほど収入が増える）                                                          | なし （働けば働くほど収入が増える）                                 | あり （働くと逆に収入が減る場合がある）                             | あり （働くと逆に収入が減る場合がある）                           | あり （働くと逆に収入が減る場合がある）             | あり （働くと逆に収入が減る場合がある）                 |
| 裁量行政の有無             | なし                                                                | 不明                                                                             | なし                                                                    | なし                                              | なし                                | なし                                                                                         | なし                                                                | なし                                                                | あり （第三者委員会の裁量によって消された年金の照合結果が異なる） | あり （支給するかどうかは職員の裁量に任されている） | あり （詳細な支給内容は職員の裁量に任される場合がある） |

※はみんなの党衆議院議員の柿沢未途の発言を基にした内容

## 社会思想との関係

### 自由主義
基本的人権、生存権といった自然権がベーシックインカム配布の根拠とされる。小さな政府を強硬に主張したリバタリアンのフリードリヒ・ハイエクは、「組織化されたコミュニティの内部で自らを養うことができない人々に助力の手を差し伸べることは、全員の道徳的義務と感じられるかもしれない。最低所得がなんらかの理由で市場で十分な生活費を稼げなかった人々すべてに対して【市場外】から提供される場合、これは自由の制限にいたることもないし、法の支配と対立することもない。」とし法の支配との整合性の観点から最低限度の生活保障を提唱した。ハイエクは具体的な市場過程への政府の介入については終始一貫して拒絶し続けたが、市場過程の前提となる部族社会的な法型のルール設計については、その「晩年において」許容するようになった。なお、自由主義には中道保守や中道左派、中道右派、極右、リバタリアン、リベラル、社会自由主義等様々な主義が含まれる為、当然BIに反対の立場の自由主義者もいる。

### 右派と左派の呉越同舟
ベーシックインカム賛成者には一般的に中道右派政党が主張する新自由主義派と中道左派政党が主張する福祉国家派の両者がおり、右派と左派の両方にベーシックインカム賛成者がいる。
実際に、日本の2010年の参院選において、最右派政党であるたちあがれ日本の議員や右派政党である自民党の議員、左派政党の社民党の議員がベーシックインカム賛成派として右派左派関係なく当選している。ベーシックインカムを公約とした左派寄りの緑の党グリーンズジャパンは第23回参議院議員通常選挙にて45万票を得票したものの当選者はゼロであった。ベーシックインカムを公約とした希望の党は第48回衆議院議員総選挙にて1143万票を得票し50人が当選した。

### 功利主義
社会学者の大澤真幸によれば、ベーシックインカムは「修正版功利主義」を体現する原理とみなすことができるという。功利主義とは、「最大多数の最大幸福」を目標として社会設計を行う思想であるが、「最大多数」と「最大幸福」という2つを同時に達成しようとすると「幸福の総和さえ大きくなれば個人の権利は軽視される」という難点が生じる。そこで目標を「最大多数の一定幸福」というように切り替えた修正版の功利主義を考えれば、最低限の生活水準をおくれるだけの資金（＝一定幸福）を無条件に国民全員へ（＝最大多数）給付するベーシックインカムの思想と結びつくことになる。

### ワークシェアリング
ワークシェアリングは人々の間で労働を分け合う制度であるが、ベーシックインカムとワークシェアリングを組み合わせる提案も見られる。個人から見ると働き方の自由化、企業から見ると雇用の多様化を実現できる。個人（雇われる側）がワークシェアリングに反対する理由は主に収入である。仕事をシェアすることで労働時間は減るが、それだけ一人一人の収入も減ることになる。しかし、ベーシックインカムで収入が下支えされれば、仕事をシェアしてもよいと考える人は増えるであろう。一方、企業（雇う側）の反対理由の一つは、雇用者を増やすことで社会保障費がかさむことである。これもベーシックインカムによりクリアできる可能性がある。ワークシェアリングを社会全体に普及させるには法による制度化が必要であるが、制度を適用するに当たっては個人の意思を尊重すべきである。できるだけ多くの人に仕事を分け与えようとフルタイムで働きたい者にまでワークシェアリングを強制される可能性もある。ベーシックインカムは自由主義・資本主義経済の下で行うことを前提としている。